# 23 Skidoo
23 Skidoo — британская рок-группа, образовавшаяся в 1979 году в Лондоне, Англия, и исполнявшая экспериментальный постпанк с элементами индастриал. 23 Skidoo, которых критики часто сравнивали с Cabaret Voltaire (в какой-то момент обе группы даже рассматривали возможность объединить составы), в отличие от последних, отдавали предпочтение импровизациям свободных форм, нередко насыщенным этническими мотивами и ритмическими рисунками.

## История группы
23 Skidoo были образованы в Лондоне в 1979 году; в первый состав вошли Джонни Тёрнбулл (не только музыкант, но и специалист по восточным единоборствам), Фриц Кэтлин (англ. Fritz Catlin) и Сэм Миллз (англ. Sam Mills); позже к ним присоединились Том Хеслоп (англ. Tom Heslop) и Алекс Тёрнбулл, брат Джонни. Название коллективу дала загадочная сленговая фраза, получившая распространение в 1920-х годах (означавшая «убраться быстро») и часто использовавшаяся в произведениях Алистера Кроули и Уильяма Берроуза.
В 1980 году группа выпустила дебютный сингл «Ethics». Вторым стал «Western Works», композиция Cabaret Voltaire, записанная при участии Дженезиса Пи-Орриджа. В 1982 году последовали мини-альбом Seven Songs и Tearing Up the Plans EP, вышедшие на Fetish Records. Второй из них записывался без участия братьев Тёрнбуллов, отправившихся в Индонезию. После ухода Миллза и Хеслопа их заменил басист Скетч (Дэвид «Скетч» Мартин) из Linx. Альбомы The Culling Is Coming (1983) и Urban Gamelan (1984) во многом озадачили британских критиков, воспринимавших индастриал как нечто оглушительно-громкое (в духе Test Dept.). В 1984 году 23 Skidoo формально распались, но продолжали записываться. Квартет — при участии Кэтлина — сформировал и собственный рекорд-лейбл Ronin Records в 1989 году. В 1990-х годах группа не выпускала нового материала, лишь сборники и ремиксы (не считая рекламных джинглов).
В 2000 году на Virgin Records вышел новый альбом 23 Skidoo, к участию в котором были приглашены Фарао Сандерс и Roots Manuva. За ним последовала сингловая компиляция The Gospel Comes To New Guinea (2002). В 2003 году о распаде группы было объявлено официально.

## Дискография
Студийные альбомы
- Seven Songs   (1982, Fetish, #1 UK Indie Charts)
- The Culling Is Coming  (1983) (#8)
- Urban Gamelan  - (1984, Illuminated, #1)
- Just Like Everybody  (1987, Bleeding Chin, #29)
- The Culling Is Coming  LP & CD (1983, Operation Twilight)
- 23 Skidoo - 2xLP & CD  (2000)
- Just Like Everybody Part Two  CD  (2002)